# Mandevilla subumbelliflora
Mandevilla subumbelliflora är en oleanderväxtart som beskrevs av J.F.Morales. Mandevilla subumbelliflora ingår i släktet Mandevilla och familjen oleanderväxter. Inga underarter finns listade i Catalogue of Life.